# Doris Gäumann-Wild
Doris Gäumann-Wild, Geburtsname Doris Nanette Wild (geboren am 19. Februar 1900 in Bern; gestorben am 9. September 1993 in Zürich) war eine schweizerische Kunsthistorikerin.

## Leben und Wirken
Doris Nanette Wild war die Tochter von Max Otto Wild (1863–1937), einem Betriebschef der Schweizerischen Bundesbahnen. Sie wurde als jüngstes von drei Kindern in Bern geboren und verbrachte ihre Kindheit in Bern, Basel und von 1909 an in Zürich. Sie besuchte zunächst die Sekundarschule und im Anschluss die Höhere Töchterschule, die sie mit der Matura abschloss. Sie begann an der Universität Wien ein Architekturstudium, wechselte jedoch nach dem ersten Semester zur Kunstgeschichte. Im Jahr 1924 schloss sie das Studium mit der Promotion bei Josef Strzygowski ab und war bis 1928 als Assistentin am Kunsthaus Zürich tätig. Seit 1928 war sie zudem an der Volkshochschule und zeitweilig der Höheren Töchterschule beschäftigt. Für Band 19, 1926, schrieb sie drei Artikel für das Allgemeine Lexikon der Bildenden Künstler von der Antike bis zur Gegenwart. Sie schrieb Beiträge und Artikel für unterschiedliche Tageszeitungen und Zeitschriften. Zum Ende der 1920er Jahre lernte sie im Kaffeehaus „Odeon“ den Botaniker Ernst Gäumann, Professor für spezielle Botanik an der ETH Zürich, kennen, den sie im November 1931 heiratete. Im Jahr 1937 wurde Niklaus Gäumann, der einzige Sohn des Paares, geboren. Am Ende des Jahres 1938 zog die Familie nach Enge in das Anwesen ihres Vaters Max Otto Wild am Parkring 39.
Gäumann-Wild war Mitglied des Lyceumclubs und Präsidentin der literarischen Sektion. Während des Krieges gehörte sie dem leitenden Ausschuss des zivilen Frauenhilfsdienstes an. Sie bereicherte das städtische Kunstleben und veröffentlichte 1950 ein Buch zur „Modernen Malerei“. Sie setzte sich zudem für den Erhalt der Villa Tobler ein.
Kurz nach seiner Pensionierung verstarb ihr Ehemann am 5. Dezember 1963. Sie verfasste nach seinem Tod eine Monographie über den französischen Maler Nicolas Poussin, die jedoch erst 1980 gedruckt und veröffentlicht wurde. Ihre letzten Lebensjahre verbrachte sie im Pflegeheim Schmiedhof in Zürich.

## Schriften (Auswahl)
- Die künstlerische Stellungnahme der Schweiz im 17. und 18. Jahrhundert. Am Beispiel der Architektur durchgeführt. 1924, OCLC 1013476264 (Dissertation Universität Wien 1924).
- Itschner, Karl. In: Hans Vollmer (Hrsg.): Allgemeines Lexikon der Bildenden Künstler von der Antike bis zur Gegenwart. Begründet von Ulrich Thieme und Felix Becker. Band 19: Ingouville–Kauffungen. E. A. Seemann, Leipzig 1926, S. 272 (biblos.pk.edu.pl).
- Joos, Eduard. In: Hans Vollmer (Hrsg.): Allgemeines Lexikon der Bildenden Künstler von der Antike bis zur Gegenwart. Begründet von Ulrich Thieme und Felix Becker. Band 19: Ingouville–Kauffungen. E. A. Seemann, Leipzig 1926, S. 147–148 (biblos.pk.edu.pl).
- Joß, Walter. In: Hans Vollmer (Hrsg.): Allgemeines Lexikon der Bildenden Künstler von der Antike bis zur Gegenwart. Begründet von Ulrich Thieme und Felix Becker. Band 19: Ingouville–Kauffungen. E. A. Seemann, Leipzig 1926, S. 181 (biblos.pk.edu.pl).
- Schweizer Malerei 1910–1930 im Zürcher Kunsthaus. In: Werk: Architektur und Kunst. Band 17, Heft 8, 1930, ISSN 0043-2768, S. 252–256, doi:10.5169/seals-81871.
- Albrecht Dürer. Aquarelle und Handzeichnungen aus der Albertina in Wien. Bern 1948, Nachdruck Parkland Verlag, Stuttgart 1978, ISBN 3-88059-121-0.
- Moderne Malerei – ihre Entwicklung seit dem Impressionismus; 1880–1950. Europa-Verlag, Konstanz 1950, OCLC 1039372904.
- Rolf Lenne: Bildteppiche, Aquarelle – Ausstellung vom 7.–30. Juli 1959. Frankfurter Kunstkabinett Hanna Bekker vom Rath, Frankfurt 1959.
- Nicolas Poussin. Band 1: Leben, Werk, Exkurse. Füssli, Zürich 1980, OCLC 888909350.
- Nicolas Poussin. Band 2: Katalog der Werke. Füssli, Zürich 1980, OCLC 887375355.
- Rolf Lenne. Seine Lebensgeschichte und seine Bildstickereien. ABC-Verlag, Zürich 1983, ISBN 3-85504-082-6.